# Ramiro Valdés
Ramiro Valdés Menéndez (* 28. April 1932 in Artemisa, Kuba) ist ein kubanischer Politiker und Militär.

## Leben
Im Alter von 21 Jahren nahm er am von Fidel Castro organisierten Überfall auf die Moncada-Kaserne in Santiago de Cuba teil, wofür er zu einer Gefängnisstrafe verurteilt wurde, die er zusammen mit Castro auf der Isla de Pinos antrat. Im Mai 1955 wurde er zusammen mit den anderen politischen Gefangenen von der Batista-Regierung amnestiert. Danach emigrierte er nach Mexiko, wo er zusammen mit weiteren Revolutionären für den Guerilla-Kampf trainiert wurde und am 2. Dezember 1956 mit der Yacht Granma zusammen mit 81 Mitstreitern nach Kuba zurückkehrte, um den militärischen Kampf zum Sturz Batistas zu initiieren, in dem er anfangs unter dem Kommando Castros und später von Che Guevara kämpfte, als dessen Stellvertreter er an der Expedition von der Sierra Maestra im Osten bis in die Provinz Las Villas im Zentrum Kubas teilnahm. Zum Ende des Revolutionskriegs wurde Valdés in den höchsten Rang eines Comandante befördert.
1961 wurde Ramiro Valdés mit Bildung des Innenministeriums dessen Minister und  erneut im Jahre 1979. Valdés ist verantwortlich für den Aufbau der Generaldirektion für Aufklärung, die sich zu einem der führenden Geheimdienste weltweit entwickelte.
Valdés diente außerdem als Erster Vizeminister der Fuerzas Armadas Revolucionarias (Verteidigungsministerium) sowie als einer der Vizepräsidenten des Staatsrats und Ministerrats. Für die Kommunistische Partei Kubas (PCC) wurde er Abgeordneter der kubanischen Volksversammlung. Neben zahlreichen anderen Auszeichnungen wurde er unter anderem zum Comandante de la Revolución und Held von Kuba bestimmt.
2010 reiste Valdés als Berater der venezolanischen Regierung unter Hugo Chávez nach Caracas und löste damit heftige Diskussionen aus. Offiziell sollte er einer Kommission zur Lösung der Probleme des Landes mit der Stromversorgung vorstehen, was aufgrund seiner mangelnden Erfahrung auf dem Gebiet aber angezweifelt wurde. Seine langjährige Zuständigkeit für den Inlandsgeheimdienst und für die Unterdrückung von Regierungsgegnern wurde vor allem von venezolanischen Oppositionellen als wesentlich relevanter für seinen Aufenthalt bewertet.
Derzeit ist Ramiro Valdés Teil der Regierung von Raúl Castro als einer von fünf Vizepräsidenten des Ministerrates (unterhalb des Ersten Vizepräsidenten Miguel Díaz-Canel), außerdem Mitglied des Politbüros der PCC und des Staatsrates Kubas. Bei einer Kabinettsumbildung im Januar 2011 gab Valdés die Leitung des Kommunikationsministeriums ab, er hat seitdem aber als eine Art Superminister weiter die Aufsicht über das Bau-, das Industrie- und das Kommunikationsministerium.